# La Perla
För andra betydelser, se La Perla (olika betydelser).
La Perla är ett italienskt damunderklädesföretag, grundat 1954 av den italienska formgivaren Ada Masotti. La Perla fick sitt internationella genombrott på 1980-talet med den mycket framgångsrika kollektionen Malizia.
Idag är La Perla synonymt med exklusiva damunderkläder, tillverkade av förstklassiga material. La Perla Fashion Group är numera även känd för sina lyxiga badkläder, vanliga kläder, parfymer m.m.